# Hertha (magazine)
Pour les articles homonymes, voir Hertha.
Hertha est un magazine féministe de langue suédoise publié par l'association Fredrika Bremer de 1914 à 1999.

## Caractéristiques
Le magazine est nommé Hertha d'après le roman Hertha de l'écrivaine et féministe suédoise Fredrika Bremer. Fondé en 1914, il est publié régulièrement jusqu'en 1999. 
Entre 2001 et 2005, le magazine est uniquement publié en version numérique, et en 2009, un numéro anniversaire est édité en version papier. Depuis 2015, deux numéros sont publiés par an. Il s'agit du plus ancien magazine féministe dans le monde, dans la continuité de Home Review fondé en 1859.

## Histoire
Hertha est le successeur du magazine Dagny, lancé par Sophie Adlersparre lors de la fondation de l'association Fredrika Bremer en 1884. L'histoire du magazine remonte à 1859, lorsque Sophie Adlersparre et Rosalie Roos publient Tidskrift för hemmet (Home Review) dans le but de « donner des connaissances et des aperçus aux femmes dans la sphère spirituelle ».
Hertha, comme ses prédécesseurs Home Review et Dagny, contient des annonces d'associations, des articles sur des questions d'actualité sociale, culturelle, économique et éthique, ainsi que des articles sur l'égalité des sexes.
Ellen Kleman est la rédactrice en chef du magazine de sa création jusqu'en 1932. Au cours des premières décennies, Hertha compte parmi ses rédactrices Elin Wägner, Emilia Fogelklou, Lydia Wahlström, Klara Johanson et Gurli Linder.
Dans les années 2000, les contributrices sont notamment Lawen Mohtadi, Ebba Witt-Brattström, Kristina Hultman, Barbro Hedvall, Kajsa Ekis Ekman et Parvin Ardalan dans les éditions imprimées de 2009 à 2014. Depuis 2019, Camilla Wagner est la rédactrice en chef de Hertha.